# Platypalpus xizangenicus
Platypalpus xizangenicus är en tvåvingeart som beskrevs av Yang 1989. Platypalpus xizangenicus ingår i släktet Platypalpus och familjen puckeldansflugor. Inga underarter finns listade i Catalogue of Life.